# Rigoleto (periódico)
Rigoleto fue una publicación periódica de carácter satírico editada  en la ciudad española de Madrid en la segunda mitad del siglo XIX, vinculada al carlismo. 

## Historia
Su primera época se desarrolló durante el Sexenio Democrático. De ideología carlista y dirigido por Leandro Ángel Herrero, el periódico, cuyo primer número apareció el 1 de diciembre de 1869, estaba impreso en ejemplares de cuatro páginas de 43 x 31 a tres columnas, en la Imprenta de R. Vicente, en la calle Clavel n.º 4, y en la de J. J. de las Heras. En la cabecera aparecía un grabado con un bufón ofreciendo una corona a un grupo de reyes. El precio del número suelto era de cuatro cuartos. El periódico, cuya numeración el 15 de julio de 1870 iba por el n.º 70, se habría publicado hasta 1872.
Su segunda época tuvo lugar ya durante la Restauración. Editado también en Madrid bajo el subtítulo «periódico progresisto», aparecía seis veces al mes, en números de cuatro páginas de 44 x 32 a tres columnas, impreso en la Imprenta de F. Maroto e hijos, en la calle de Pelayo n.º 34. El primer número de esta etapa apareció el 4 de enero de 1882 y se publicó sin interrupciones hasta el número 341, del 20 de noviembre de 1887, que estaba dedicado a la muerte de Juan de Borbón y Braganza. En un principio estuvo dirigido por Leandro Herrero, con Esteban López como administrador. Publicaba láminas dobles y sencillas, a pluma y a lápiz, caricaturas y retratos de artistas como Ramón Cilla, Eduardo Sáenz Hermúa «Mecachis», Alaminos o Pons, entre otros dibujantes. De julio a diciembre de 1882 realizó una campaña contra La Fé, El Cabecilla y otros periódicos desafectos a El Siglo Futuro. Durante este año publicó una caricatura contra varios obispos. En su tercer año, 1884, pasó a ser propiedad de Pablo Marín y Alonso, realizándose campañas contra el liberalismo y el Gobierno. También «combatió» a El Motín y Las Dominicales del Libre Pensamiento. Cambiaría de imprenta, pasando a la de José Gil, en la calle de Santa Engracia n.º 7. En 1886, se imprimía en los talleres de Francisco Nozal, en la calle de Jesús n.º 3. Por enfermedad de Pablo Marín, se encargó de la dirección, en julio de 1886, Justo Ruiz de Luna, aunque en septiembre retornó Marín. Entre sus redactores se encontraron nombres como los de Antonio de Valbuena, Alfonso Emiliano Fernández y Justo Ruiz, así como fueron colaboradores «Eneas», Joaquín Aranda y Anselmo Juan Baldo, de Villanueva de la Serena. En junio de 1886 se separó de Ramón Nocedal y se acercó a La Fé.
Reapareció brevemente en 1889.